# سيدني غودلفين، أول إيرل لغودلفين
سيدني غودلفين أول إيرل لغودلفين (15 يونيو 1645-15 سبتمبر 1712). سياسي بريطاني بارز عاش في أواخر القرن السابع عشر وأوائل القرن الثامن عشر. كان مستشارًا خاصًا ووزيرًا للخارجية في الشطر الشمالي قبل أن يترقى ليصبح اللورد الأول لخزينة المملكة. لعب غودلفين دورًا فعالاً في التفاوض على قوانين الاتحاد مع اسكتلندا عام 1707، والتي نشأت على إثرها مملكة بريطانيا العظمى.
اضطلع غودلفين بعدد من الأدوار السياسية الأخرى من أهمها دور حاكم جزر سيلي.

## أسرته ومهنته المبكرة
ينتمي سيدني غودلفين لعائلة إنكليزية عريقة تنحدر من منطقة كورنوال، وهو ابن السير فرانسيس غودلفين (1605-1667) وابن أخ الشاعر سيدني غودلفين. أدخله الملك تشارلز الثاني إلى بلاطه أثناء حروبه لاستعادة العرش، وأصبح لاحقاً من المفضلين لديه، ودخل مجلس العموم كنائب عن هيلستون، على الرغم من أنه نادراً ما شارك في نشاطات المجلس، وعندما كان يضطر لذلك فقد كان يفعله بأسرع الطرق. اكتسب غودلفين تدريجياً سمعة بصفته المسؤول الرئيسي والوحيد عن خزينة المملكة. لعب غودلفين دور وسيط ناجح بين الملك وأخته هنريتا آن زوجة دوق أورليانز بهدف تأمين اتفاق مع الملك لويس الرابع عشر ملك فرنسا لمنع تحالف هولندي فرنسي. حصل غودلفين في عام 1669 على امتياز خاص لاستثمار جميع مناجم القصدير في ريالتون وريتراي في منطقة كورنوال لمدة 31عاماً، وعُين في عام 1670 كعضو رفيع المستوى في البلاط الملكي مع راتب تقاعدي قدره 500 جنيه إسترليني سنويًا، وبقي في هذا المنصب حتى عام 1678.
عُيِّن غودلفين مبعوثًا استثنائيًا إلى الملك الفرنسي لويس الرابع عشر في عام 1672، من أجل طمأنة الفرنسيين حول ولاء الملك الإنجليزي تشارلز قبل أن يهاجموا الهولنديين، وشارك غودلفين مع الملك لويس الرابع عشر في ميدان القتال خلال الحرب الفرنسية الهولندية، لكنه لم يكن معجبًا بقدراته كقائد عسكري، وفي مارس من العام 1679 عُيِّن غودلفين كعضو في مجلس المملكة الخاص، ورُقّي في سبتمبر من نفس العام إلى جانب فيكونت هايد (إيرل روشستر) وإيرل ساندرلاند ليصبحوا أعضاء في الإدارة العليا لشؤون البلاط.

## معرض صور

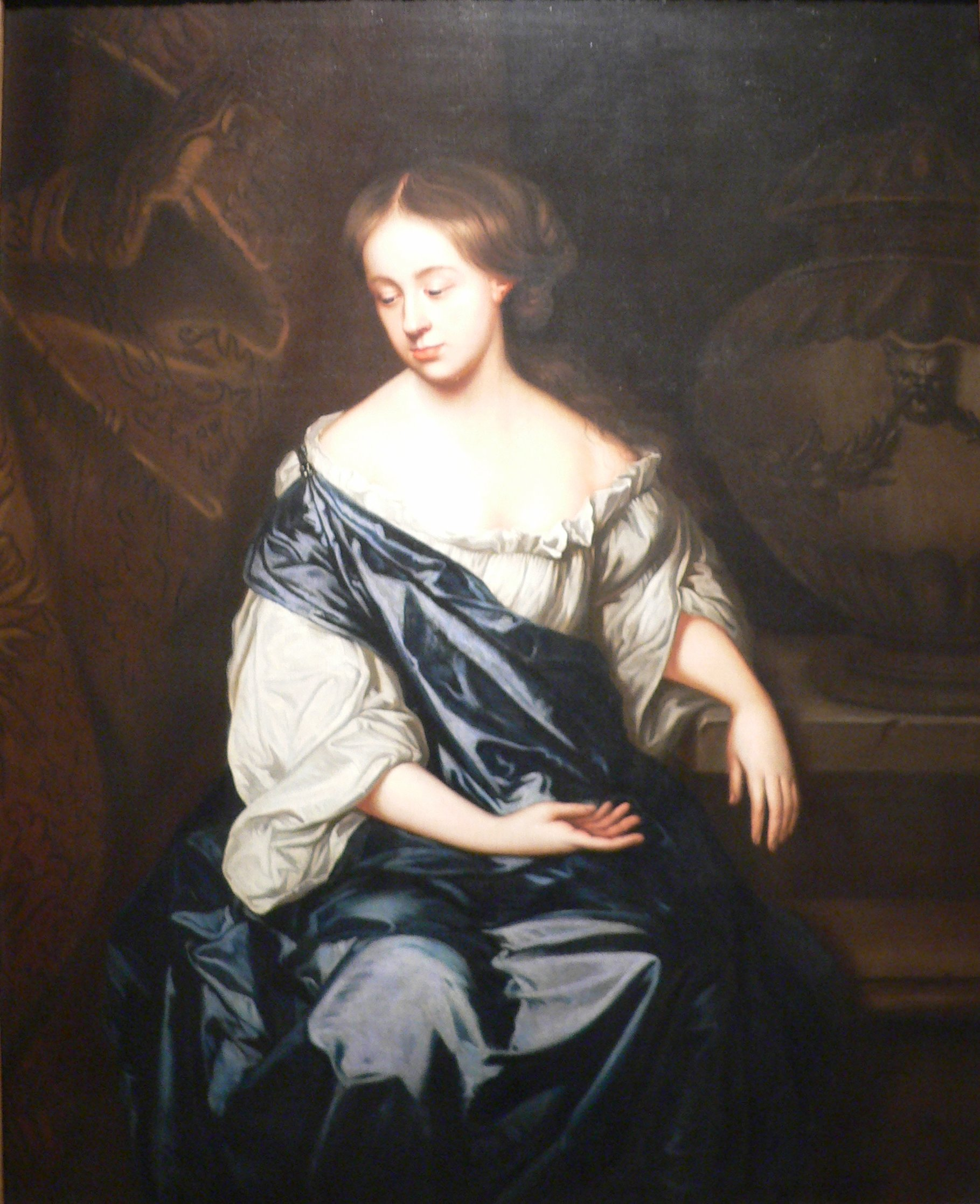
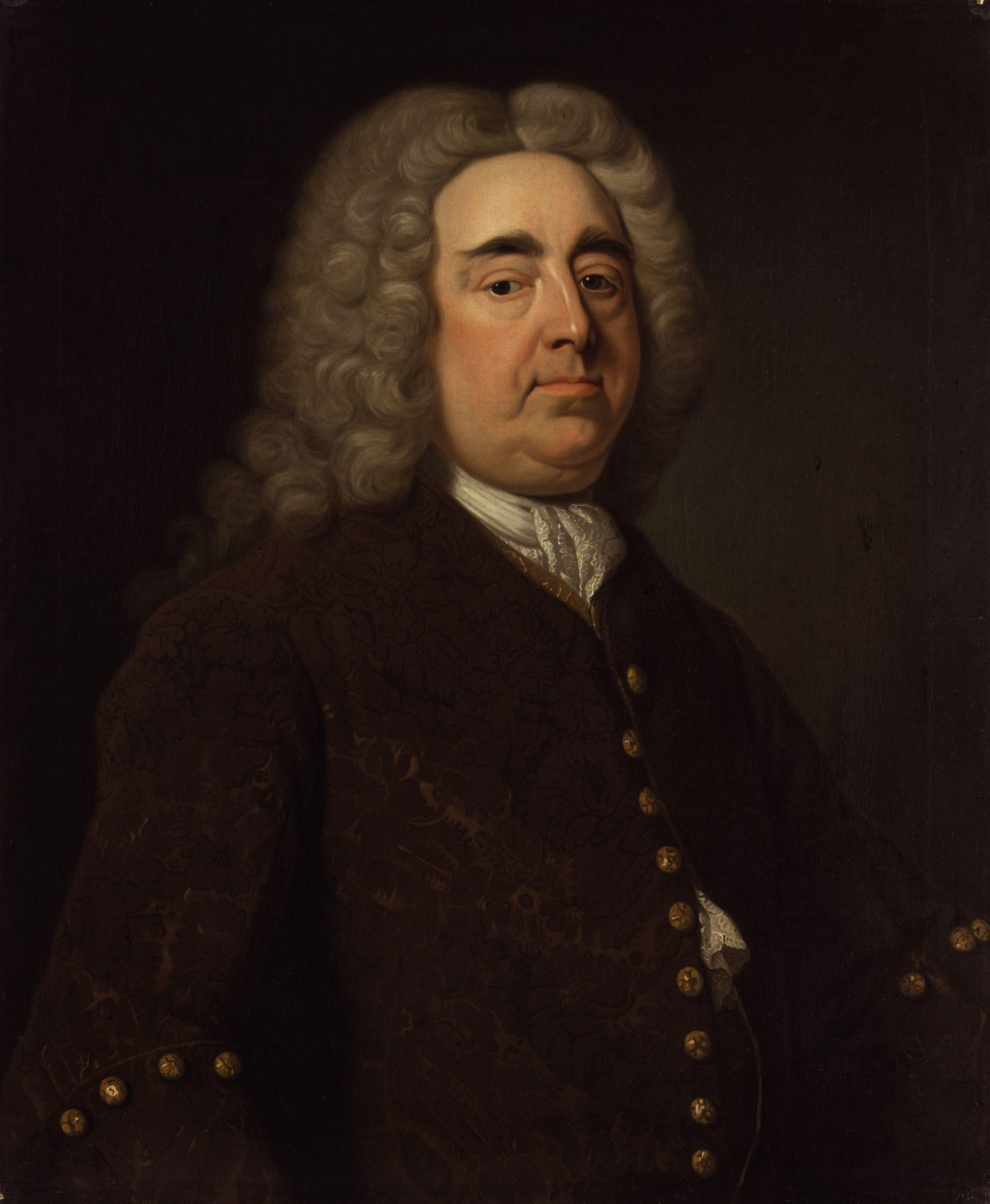
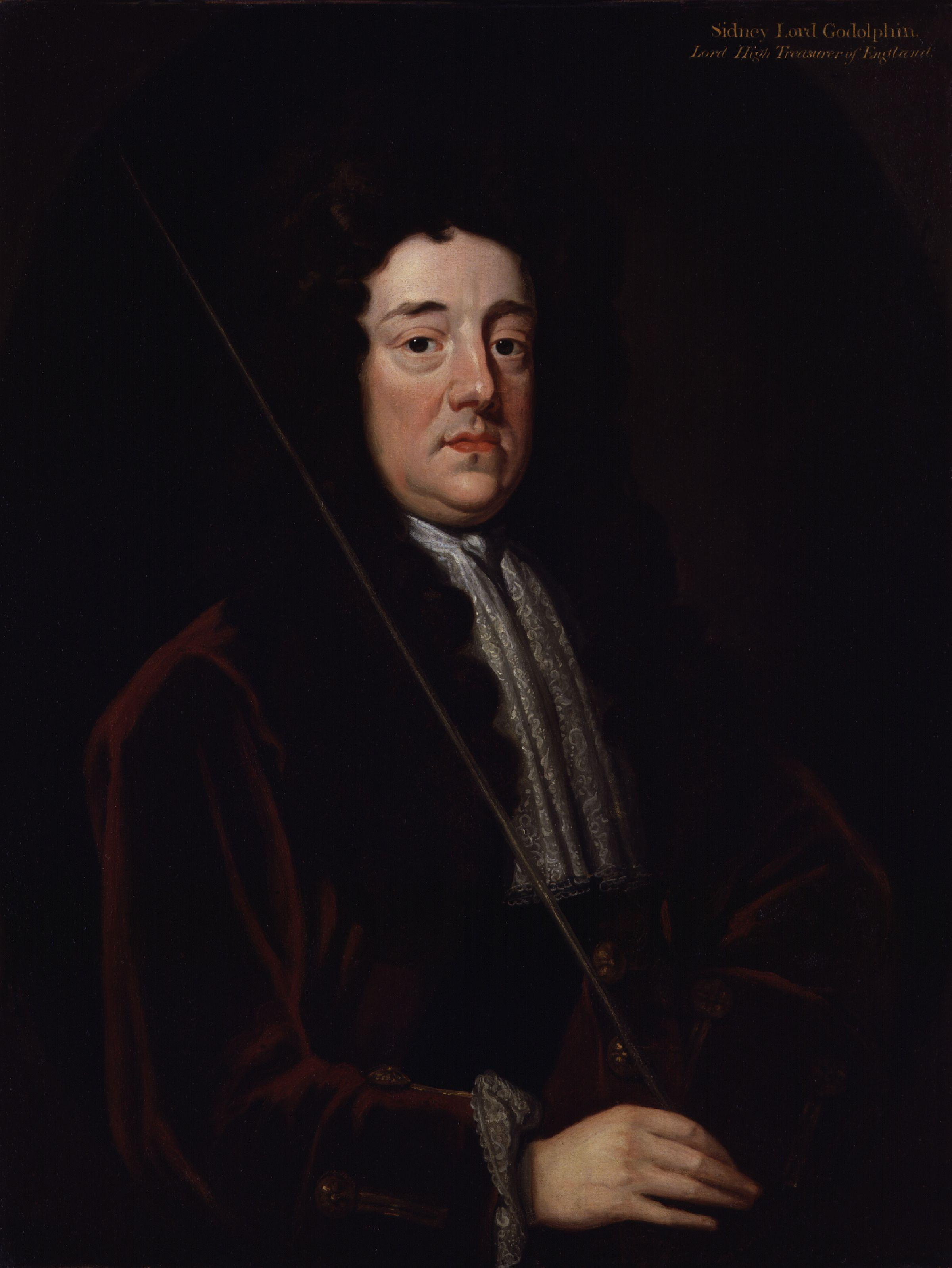

## روابط خارجية
- سيدني غودلفين، أول إيرل لغودلفين على موقع الموسوعة البريطانية (الإنجليزية)